# Tossal de les Forques (Cervera)
El Tossal de les Forques és una muntanya de 562 metres que es troba al municipi de Cervera, a la comarca catalana de la Segarra. El nom del turó és degut al fet que antigament aquí s'executaven els condemnats a la forca.
En les roques del tossal hi ha esculpides escultures i inscripcions amb motius religiosos, que es creu van ser tallades per seminaristes del convent dels pares claretians a finals del segle XIX o al segle xx.
Després de la Guerra Civil espanyola s'hi edificà al punt més alt la Creu de les Forques, una creu commemorativa molt austera i sense decoració, catalogada com a Bé Cultural d'Interès Local en l'Inventari del Patrimoni Cultural de Catalunya, amb el codi IPA-45584.